# Anathallis rudolfii
Anathallis rudolfii är en orkidéart som först beskrevs av Guido Frederico João Pabst, och fick sitt nu gällande namn av Alec M. Pridgeon och Mark W. Chase. Anathallis rudolfii ingår i släktet Anathallis och familjen orkidéer. Inga underarter finns listade i Catalogue of Life.